# Изолационизъм
Изолационизъм е термин, обозначаващ направление във външната политика на дадена държава, което комбинира ненамеса във военните дела на други държави и политика на икономически национализъм (протекционизъм). Включва:
1. Ненамеса – Политическите лидери избягват влизането в съюзи с други нации, като и всички военни дейстния, които не са свързани с директната защита на териториалната цялост на страната.
2. Протекционизъм – Поставят се законови бариери на външната търговия и култулния обмен с други страни. В икономиката съответно, изолационизмът води до автаркия – състояние, при което външния товарооборот е сведен до минимум.

Терминът изолационизъм може да се използва в различен контекст, в качеството на антоним на понятията като колаборационизъм, интернационализъм и други. В днешно време пример за изолация е Северна Корея — политиката Чучхе.

## Определения
Изолационизмът, като термин в политиката, винаги е бил въпрос на точна дефиниция.
- Според „Енциклопедия Британика“, изолационизмът е национална политика на отбягване на политически или икономически взаимоотношения с други страни.[1]
- В българския език, терминът е навлязъл от френски език, чрез думата isolationnisme – учение, според което мир и икономически напредък могат да се постигнат най-добре чрез изолирането на собствената страна от договори и съюзи с други страни.[2]
- Изолационизмът е доброволното въздържане на една държава от участие в политиката, свързана със сигурността, в дадена област на международните отношения, над която е способна да оказва влияние. Това въздържане може, и не трябва, да е абсолютно, но колкото по-слабо е то, толкова по-малка е причината политиката на страната да се нарича изолационизъм. [3]

## Случаи на изолационизъм в историята

### Китай
След експедициите на Джън Хъ през 14 век, външната политика на династията Мин в Китай става все по-изолационистка. Император Хун Ву е първият, който предлага мярката за забрана на морската търговия — през 1371 г. Династията Цин, която наследява Мин, често използва тази политика. Японските пирати са една от главните причини за това, макар че забраната не е безспорна мярка.

### Япония
От 1641 до 1853 г., шогунатът Токугава налага политика, наречена кайкин. Тя забранява контактите с почти всички други държави. Все пак, идеята Япония да бъде напълно затворена, не се осъществява — всъщност, държавата поддържа ограничени търговски и дипломатически връзки с Китай, Корея, островите Рюкю и Нидерландия.
Културата на Япония се развива с ограничено влияние от останалия свят и има един от най-дългите периоди на мир в историята. По време на този период, страната, в Япония са изградени процъфтяващи градове и замъци и се увеличават потреблението на продукти от селското стопанство и вътрешната търговия, наемния труд, увеличава се грамотността и книгопечатането, поставящи основата за последваща модернизация, докато в същото време шогунатът запада.

### САЩ
Изолационизмът е често повтаряща се тема в политиката на САЩ, която намира място в прощалната реч на Джордж Вашингтон - първия президент на страната, и в доктрината Монро от началото на 19 век. Терминът често се използва и за политическата атмосфера в САЩ през 30-те години на 20 век. Провалът на интернационализма на президента Удроу Уилсън (виж Четиринадесетте точки на Уилсън), либералната опозиция на войната като инструмент на политиката, както и суровия ефект от Голямата депресия, са сред причините за нежеланието на американците да се замесват с нарастването на фашизма в Европа.

### Парагвай
Веднага след постигането на независимостта на страната, от 1814 г. Парагвай е управляван от диктатора Хосе де Франсия, който затваря границите и забранява търговията и всякакви други отношения с останалия свят — положение, котео остава до смъртта му през 1840 г.

### Корея
През 1863 г. на 12-годишна възраст, Ли Дже Хуан заема трона на династията Чосон. Баща му, регентът Кейо Теуонкун, управлява вместо него, до навършването му на пълнолетие. През 60-те години на 19 век, Теуонкун е основния защитник на изолационизма и преследването на корейски и чуждестранни католици — политики, които водят директно до френската кампания през 1866 г. и военна експедиция на САЩ — през 1871 г.

### Бутан
Преди 1999 г., в държавата Бутан има забрана на телевизията и интернета, за да се запазят културата, развитието и идентичността на страната. Все пак, крал Джигме Синге Вангчук вдига забраната. Неговият син — Джигме Хесар Намгиал Вангчук, е избран за крал, като Бутан е превърнат в конституционна монархия.

### Северна Корея
След Корейската война и прекратяването на военните действия през 1953 г., правителството на Северна Корея поема курс на изолационизъм, превръщайки се в едно от най-авторитарните общества. Юридически, страната все още е в състояние на война с Южна Корея и Запада. Страната поддържа близки отношения с Китай и ограничава отношенията с други страни. Забранени са всякакви южнокорейски, американски медии и стоки, както и такива на други държави (включително вестници, видеоигри и т.н.) и търговията с тях се счита за незаконна.